# 建部賢文
建部 賢文（たけべ かたぶん）は、戦国時代から安土桃山時代の武将、書家。通称は伝内。伝内流の祖。

## 経歴
父の建部秀治は南半国守護・六角氏の下で箕作城代を務めた。当初は城代を継いだ兄・秀治の養子となっていたが、秀治に実子の秀明が生まれると養子を辞退してその後見役となった。また六角義賢の寵愛厚く、兄と同じく箕作城代の地位につけられ、また「賢」の一字書出を与えられている。永禄元年（1558年）義賢が入道して承禎と改めると、自身も剃髪して名を道孤とする。
承禎が織田信長に敗れて近江を離れると領内に蟄居する。甥の秀治は織田信長に、賢文の子息らも柴田勝家や佐々成政に仕えているが、賢文自身は信長の招きを辞去した。後年、豊臣秀吉の右筆として出仕。天正18年（1590年）69歳で没。
幼少時より青蓮院宮尊鎮法親王より尊円流を学び、能書家として世に知られ、その書風は後世に伝内流と称される。天正15年（1587年）聚楽第の額に揮毫、また豊臣秀次に『源氏物語』一巻の写を献じている。